# Маккиттрик, Ральф
Ральф Маккиттрик (англ. Ralph McKittrick; 17 августа 1877, Сент-Луис, Миссури — 4 мая 1923, Сент-Луис, Миссури) — американский гольфист и теннисист, серебряный призёр летних Олимпийских игр 1904.
На Играх 1904 в Сент-Луисе в гольфе Маккиттрик участвовал в двух турнирах. В командном он занял 11-е место, и в итоге его команда стала второй и выиграла серебряные награды. В одиночном разряде он занял первое место в квалификации, но пройдя в плей-офф, закончил соревнование уже во втором раунде.
В теннисе Маккиттрик соревновался также в двух дисциплинах. В одиночном разряде он дошёл до второго раунда, где проиграл Эдгару Леонарду, а в парном турнире, играя вместе с Дуайтом Дэвисом, они остановились на четвертьфинале.